# Bernard Darmet
Bernard Darmet (Bouvent, Ain, 19 d'octubre de 1945 - 6 de febrer de 2018) va ser un ciclista francès que es dedicà al ciclisme en pista.
Com a ciclista amateur va participar en els Jocs Olímpics de Mèxic de 1968. També va guanyar dues medalles als Campionats del món de Brno de 1969.